# BD+17°3248
BD+17°3248是一顆古老的第二星族星恆星，位於銀暈，距離大約968光年（297秒差距）。它屬於超貧金屬恆星之一，尤其是非常罕見的中子捕獲（R-過程）增强的恆星。
大約從2000年開始，人們用3架望遠鏡研究了這顆恆星：（a）哈伯太空望遠鏡，（b）凱克望遠鏡和（c）德克薩斯大學麥克唐納天文台的哈蘭·J·史密斯望遠鏡。測定了從鍺（Z=32）到鈾（Z=92）範圍內元素的豐度。哈伯太空望遠鏡被用來觀測恆星光譜的紫外線部分。這使得首次在太陽系外進行了鉑、鋨和金的量測。從鋇（Z=56）開始，所有元素都顯示出R-過程對太陽系元素豐度的貢獻模式。
美因茨大學和巴塞爾大學群組的卡爾·路德維希·克拉茨（英語：Karl-Ludwig Kratz）和弗裏德裏希·卡爾·蒂爾曼（英語：Friedrich-Karl Thielemann）將觀測到的穩定元素銪（Z=63）、放射性元素釷（Z=90）和鈾（Z=92）的豐度與超新星爆炸中R過程的計算豐度進行了比較。這使得這顆恆星的年齡估計約為138億年，不確定性為40億年。另一顆超貧金屬星（CS31082-001）的釷鈾比也得出了類似的年齡。這些恆星誕生於大爆炸之後的數億年。

## 外部連結
- R-Process Cosmo-Chronometers
- Discovery of Gold （页面存档备份，存于）